# Vladimir Kasyanov
Vladimir Kasyanov foi um diretor de cinema.

## Filmografia

### Diretor
- Drama v kabare futuristov (1914)
- Sonka Zolotaya Ruchka (1914)